# Sing um dein Leben
Sing um dein Leben ist ein Musikprojekt und der Titel einer zugehörigen Fernsehshow von Xavier Naidoo zusammen mit Kandidaten aus der ersten Staffel der Castingshow The Voice of Germany.

## Geschichte
Im Sommer 2012 nahm Jurymitglied Naidoo zusammen mit Teilnehmern der ersten Staffel von The Voice of Germany Lieder für ein Album auf. Es waren 14 der 17 Sänger und Sängerinnen aus seiner eigenen Gruppe beteiligt (Finalist Max Giesinger sowie Elen Wendt und Laura Bellon fehlten). Eine Woche vor Start der zweiten Staffel, am 11. Oktober 2012, wurden die Lieder im Sender Pro7 in einer zweistündigen Fernsehshow vorgestellt, die Naidoo selbst moderierte. Als Gäste waren Rea Garvey, Kool Savas, Timo Hildebrand, Cindy aus Marzahn und Otto Waalkes vertreten. Anschließend wurde das Album veröffentlicht. Es stieg auf Platz 7 der deutschen Charts ein, drei Lieder konnten sich in den Singlecharts platzieren.
Am 5. Juli 2013 erschien das zweite Album der Formation mit dem Titel Es geht weiter …. Dieses wurde ebenfalls zuvor in einer Fernsehshow mit diversen Gästen vorgestellt.
Die Formation nahm am 26. September 2013 am Bundesvision Song Contest 2013 für das Bundesland Hessen teil und belegte den 11. Platz.

## Mitglieder
Mic Donet, Katja Friedenberg, Giovanni Costello, Jeannette Dalia Curta, Rino Galiano, Vini Gomes, Dilan Koshnaw, Benny Martell, Laura Martin, Patricia Meeden, Julius Olschowski, Dominic Sanz, Rüdiger Skoczowsky, Stefan Zielasko

## Diskografie
Alben
- Sing um dein Leben - das Album (2012)
- Es geht weiter … (2013)

Singles
- Dies muss es werden (2012)
- Aim High (2012)
- Mit geschlossenen Augen (2013)
- Unter meiner Haut (2013)
- Du bist da für mich (2013)